# Tomos CTX 80
Tomos CTX 80 je bil enduro motocikel, ki ga je proizvajalo jugoslovansko in kasneje slovensko podjetje Tomos, med letoma 1988 in 1998. Za takratni jugoslovanski trg so ga adaptirali iz modela Tomos NTX 50, ki so ga izdelovali le na Nizozemskem.
Njun predhodnik je bil Tomos Cross 50 Junior iz leta 1973.

## Oblikovanje
Motocikel Tomos CTX 80 je nastal na konstrukcijski osnovi okvirja Tomos Cross 50 Junior in tekmovalne različice Tomos Cross 50 Senior, ki sta ga razvila konstruktor Janez Imperl in oblikovalec Čedomir Vučić. Nov modernejši izgled mu je vdahnil Igor Rosa, po vzoru takratnih enduro motorjev (recimo Honda MTX125). Kljub pestri konkurenci med seboj zelo podobnih enduro motorjev, je CTX vseeno unikatno in samosvoje oblikovan. Hkrati pa odraža čas v katerem je nastal. Zunanjost spretno skriva desetletja staro zasnovo.      
Okvir CTX je narejen iz kvadratnih cevi, kar je najbolj očitna razlika med okvirji Tomos Cross, ki so bili narejene iz okroglih cevi. Konstrukcijsko pa so bolj ali manj enaki. Na tej platformi so naredili še modele Tomos NTX, AT 50, ATX 50 in BT 50, ki so vsi kronološko bili dani na trg prej kot CTX. CTX je torej luč sveta ugledal zanji.      
CTX povzema mnoge inovacije, ki jih je predstavil konstruktor Janez Imperl, kot so kolutne zavore, okvir, zračno hlajeni valj, za kar je redno dobival nagrade na Ljubljanskem bienalu industrijskega oblikovanja.     
Zunajo podobo Tomosovim enduro motociklom osemdesetih let je vdahnil Igor Rosa po takratnih modnih trendih, ki jih je narekoval relly Pariz-Dakar. Kateri motocikel je oblikoval prvi, ni znano. Znana je nagrada za ATX 50, ki sta jo skupaj z Janezom Imperlom prejela na 10. Bienalu industrijskega oblikovanja v Ljubljani, 1984.     
Glede članek Avtomagazina (test BT 50, 21. 8. 1986) so "zanimive novince" sprva namenili le za nizozemski trg. Ideja naj bi se porodila leta 1984, in 1985 so že dali na trg prvega AT50, ki je bil oblikovno enak kasnejšemu BT50. Spomladi leta 1986, pravi članek (in ga potrjuje tudi intervju "Osebno z Viktorjem Markežičem" za časopi Delo, 12.7.2017) je vodstvo Tomosa, kot njegov zadnji direktor, prevzel Viktor Markezič. Kot sam pravi "v zelo zahtevnem obdobju", ko je Tomos bil "brez prepotrebnega razvoja" in z "zelo izraženo prezaposlenostjo". Pred tem je bil 5 let predstavnik na Nizozemskem, kjer je vodil celoten prodajni sektor. Iz tega je moč sklepati, da se je odločil te "zahodne" modele pripeljati tudi na jugoslovanski trg. Kot še piše avtor članka za Avtomagazinov test BT 50, Mitja Gustinčič, so že v začetku 1986 na domači trg postavili manjše število motociklov BT50, ki so poželi veliko zanimanja. Ker pa je Tomos BT 50 nastopil v filmu Poletje v školjki, katerega so snemali poleti 1985, lahko iz tega sklepamo, da je bila odločitev zanj prejeta že prej, saj se v filmu že pojavi s končnim imenom BT 50, medtem ko je rdeč enduro, kasneje znan kot ATX 50, v filmu še brez imena.     

## Sorodni modeli
Podatke in povezanost modelov Tomos iz osemdesetih let kaže navodilo za popravilo Tomos NTX, ki razkriva spekter modelov za različna tržišča, ter tudi kako slabotne zmogljivosti so imeli mopedi Tomos za tuje trge glede na njihove predpise.     
Tomos je v osemdesetih letih prodajal motocikle na različne tuje trge. Zaradi slovesa v dirkalnem programu, kjer so za Tomos vozili tudi legendarni italijanski dirkači, so jih 2/3 prodali na italijanski trg.     
ATX 50 in NTX 50 namenjena Italijanom, sta bila dva različno velika in različno opremljena mopeda, ki pa sta si delila enak, povsem anemičen motor z 1,09 kW pri 4500 vrtljajih in končno hitrostjo 40 km/h. Moč so jim znižali z zelo rahlim kompresijskim razmerjem zgolj 7:1. Skupna servisna navodila torej razkrivajo, da NTX ni bil razvit zgolj za Nizozemce, ampak na splošno za "zahodni trg". 
Nizozemci so imeli na voljo tri modele z nekoliko višjo močjo 1.3 kW, a enako končno hitrostjo 40 km/h. In sicer: ATX 50 in NTX 50 sta imela stiskalno razmerje 7:1 in najvišjo moč razvila pri 4500 vrtljajih. Cestnemu "dirkalniku" AT 50 pa so, očitno v želji po bolj "dirkalni" izkušnji, spremenili krivuljo navora in je najvišjo moč razvil šele pri 4750 vrtljajih, ob stiskalnem razmerju 7,5:1, ter drugačni kombinaciji verižnikov, ki so omogočili boljše pospeške, pa še vedno znotraj zakonsko določenih 40 km/h.
Jugoslovanski, Britanski in Norveški trg pa so imeli malce bolj liberalno zakonodajo in so mopedi smeli do 50 km/h. Zato so za te trge imeli v programu različico motorja, ki je pri 5000 obratih in ob stiskalnem razmerju 9:1 razvila 1.6 kW. Pri nas ga s takim motorjem poznamo le iz modela ATX 50/c vsi drugi domači mopedi so imeli večjo moč. 
BT 50, s stiskalnim razmerjem 9:1 in močjo 4 kW pri 8000 vrtljajih, so izdelovali samo za Jugoslovanski trg. Vizuelno je bil identičen AT 50. Očitno je, da so ta model na hitro vpeljali še za domač trg, ter ga skladno z višjo močjo, poimenovali z "B". Saj tem motorjem res ni težko na hitro povečati moči - sploh če vemo, da ti agregati izhajajo iz legendarnih Tomosovih dirkalnikov, ki so pri 17.000 vrtljajih razvijali do 20 "konjev" in dosegali hitrosti preko 200 km/h. Torej oba članka smiselno potrjujeta dejstvo: ker je bil domač Tomos v finančni slepi ulici, so na hitro vzeli "zahodni" AT50, na njemu uporabili agregat s specifikacijo od "petnajstic", ter ga za test postavili v trgovine kot BT 50. požel je veliko zanimanja, zato je kot model obstal. Istega leta je  režiser Tugo Štiglic snemal film Poletje v školjki in uporabil to novost v vzajemno korist. Očitno so pri Tomosu razmišljali kreativno, če se je srebrni BT 50 tako prijel, poizkusimo še z rdečim ATX-om. Ker pa ta model pri nas še ni obstajal, je v filmu nastopil brez oznak - zgolj Tomos.     
CTX takrat še ni obstajal. Za Jugoslovanski trg so za osnovo vzeli bolj robustnega in večjega NTX-a in mu nadeli nekoliko spremenjeni motor Electronic 90. Robustnejše vilice, puše in pesta na CTX so bila ustrezna izbira za močnejši agregat, saj se je iz mnogih predelav BT50 in ATX z E90 agregati vselej izkazalo, da zadnje vilice in puše na njime ne zdržijo dolgo.
Povzetek za zgodnja osemdeseta leta:
- Italija: AT in NTX - 49 ccm, 1.09 kW, 40 km/h
- Nizozemska: AT, ATX, NTX - 49 ccm, 1.3 kW, 40 km/h
- Velika Britanija in Norveška: AT, ATX, NTX - 49 ccm, 1.6 kW, 50 km/h
- Jugoslavija (od leta 1991 Slovenija):  A3ML - 49 ccm 1.5 kW, 45-48 km/h APN6 - 49 ccm, 1.8 kW, 50 km/h ATX 50 - 49 ccm, 1.6 kW, 50 km/h BT 50 - 49 ccm, 4 kW, 80 km/h (potrebna A kategorija v. dovoljenja)  CTX 80 - 80 ccm, 5.5 kW, 85 km/h  (potrebna A kategorija v. dovoljenja)

## Pogon
Vozilo CTX 80 je bilo gnano z izboljšanim motorjem iz Tomos 90 Elektronik in na novo zasnovanim sesalno-izpušnim sistemom. Motorju so izboljšali trpežnost z boljšim uležajenjem glavne gredi, ter z 12 % manjšo delovno prostornino valja. Prazen prostor med rezervoarjem in motorjem so zapolnili z zajetno škatlo za filtriranje vstopnega zraka, izpušni lonec pa so znatno podaljšali in estetsko posrečeno speljali navzgor in pod sedežem nazaj. Podobno so storili pri manjšem bratu ATX. Oboje je znatno utišalo hrup motorja, ter "poravnalo" krivuljo motornega navora skozi širše območje, da je motocikel manj sunkovit pri zgolj določenih vrtljajih. Negativna plat teh sprememb pa je precej manjša moč.      
CTX ima glede na manjšega sorodnika ATX izboljšana pesta, boljše vilice, zelo dobro sprejeto enojno vzmet / amortizer, boljše zavore (spredaj kolutne), tudi obratomer, ter boljši prednji žaromet (in šekaj).    

## Ime motocikla CTX
Skladno s trendom na svetovnih trgih se je za enduro različice motorjev začela uporabljati črka X, kar je še danes sinonim za terensko oz. cross vozilo. Zato uporaba imena NTX 50 za nizozemski trg ne čudi. N - Nizozemska, T - Tomos, X - cross/enduro, 50 pa prostornina. Manjši enduro so poimenovali ATX. "A" kot osnovni. Cestni model za nizozemski trg pa je bil poimenovan AT 50. Ko so AT 50 po sili razmer prenesli še na slovensko-jugoslovanski trg, ter mu nadeli bistveno bolj zmogljivo različico agregata, so ga skladno z višjim nivojem poimenovali z "B" - torej BT 50. Očitno zanimanja na tujem za "malo boljši 50 kubični moped" ni bilo, saj je bila konkurenca močna in kdor je že imel vozniško dovoljenje za "pravi motor" so mu bili 125 kubični motocikli bolj logična izbira. Tomos je še naprej bil uspešen le v razredu mopedov. Obratno je bilo v Jugoslaviji, kjer je Tomos že dominiral z APN6 in Avtomatiki, trg pa je bil prepoln še vedno delujočih preteklih modelov, kot so bili APN4, pa "štirinajstice" in "petnajstice", ter "kolibriji", ... kateri so bili vsi po vrsti bolj resni in zmogljivi mopedi in motorji, kot ti anemični "šminkerski" mopedi za zahodni trg. Torej bi ne imelo nobenega smisla dati na trg AT 50, ker bi bil daleč najmanj zmogljiv model. Odločitev za BT 50 se je obrestovala.            

## Zgodovina
Idejni predhodnik vsem tem mopedom je bil Cross, na katerega so dodali moderne* plastike in jih vizualno postavili ob bok legendam takratnih cestnih in enduro motorjev. Ter so na tej platformi izdelali sledeče motocikle: AT, BT, ATX in na koncu še CTX.   
Zaradi propada Tomosa so modeli BTX nastajali z domačimi predelavami. Agregat od BT50 na ATX je bil že kar standard, vključujoč menjava skrajno zadušenega izpuha za "resonančni" izpuh. Bolj pedantni so mu nadeli še pnevmatike iz CTXa. Tudi cestni dirkači niso bili prikrajšani, le da se je model potem imenoval ET 90. Agregat E90 na BT50 osnovo. Redno je sicer menjaval puše vilic, pa verižnike in verigo je imel najvišjo hitrost vsaj 120 km/h.     
CTX se od ATX razlikuje po debelejših pnevmatikah in prej omenjenih izboljšavah konstrukcije, ter seveda 80-kubičnemu agregatu. Čemu so ga "detunali" iz E90 specifikacije, ni znano. Nemara zaradi večje trpežnosti, in nižjega hrupa. Pa tudi z lepšo in bolj položno krivuljo navora je bil malce enostavnejši za vožnjo, kot pa "brutalni" E90. Barvno je CTX 80 identičen NT X50.      

## Primerjava nekaterih modelov za domači trg
- A3M "frčo": 49 cm3 - 1.5 kW (5500 obr), 1982
- ATX50: 49 cm3 - 1.6kW (5500 obr), 1988
- APN6: 49 cm3 - 1.8 kW (5000 obr), 1984
- BT50: 49 cm3 - 4kW (8000 obr), 1986
- CTX80: 80 cm3 - 5.5kW (6000 obr), 1988
- E90 "elektronik": - 90 cm3 6.7 kW (7500 obr) v 1976!
- Cross 50 Senior: - 49 cm3 7.8 kW (9800 obr) v 1978!!